# Manyinga (Distrikt)
Manyinga ist einer von elf Distrikten in der Nordwestprovinz in Sambia. Er hat eine Fläche von 7480 km² und es leben 75.030 Menschen in ihm (2022). Sitz der Verwaltung ist Manyinga. Der Distrikt wurde 2012 vom Distrikt Kabompo abgespaltet.

## Geografie
Der Distrikt befindet etwa 450 Kilometer nordwestlich von Lusaka. Er erhebt sich im Norden bis auf 1400 m und fällt nach Süden und Osten bis auf gut 1100 m ab. Die Ostgrenze bilden Stücke des Flusses Kabompo und des Westlichen Lunga. Die Westgrenze wird zum Teil vom Fluss Manyinga gebildet.
Der Distrikt grenzt im Westen an den Distrikt Kabompo und im Osten an Mwinilunga und  Mufumbwe. Im Norden grenzt er an die Provinz Moxico in Angola.
Der Distrikt ist in 12 Wards aufgeteilt:
- Manyinga
- Chongo
- Loloma
- Kashinakaji
- Dihamba
- Kachikenge
- Luansongwa
- Chiteve
- Kaula
- Kasamba
- Kawanda
- Mukosho.